# Новокузнецкая улица
Новокузне́цкая у́лица (до 7 июня 1922 года — Кузне́цкая у́лица) — радиальная улица в районе Замоскворечье города Москвы. Начинается у Климентовского переулка на севере, идёт на юг к Садовому кольцу и заканчивается у Валовой улицы. Новокузнецкая улица и Садовнический проезд — последние улицы исторического Замоскворечья, по которым продолжает ходить трамвай. К Новокузнецкой улице прилегают Старый Толмачёвский, Малый Татарский, Вишняковский, Первый Новокузнецкий и Пятый Монетчиковский переулки.

## История
В XVII веке на этом месте находилась Новая Кузнецкая слобода при которой был деревянный приходской храм Николы Чудотворца в Кузнецах. Впервые храм и слобода в письменных источниках упоминаются в 1625 году. В то время существовало два храма Николы в Кузнецах, второй располагался на противоположном берегу реки Москвы и ныне носит название храма Святителя Николая в Котельниках. Существует версия, что именно оттуда в Замоскворечье переместились кузнецы, когда московские власти из-за высокой пожароопасности их ремесла приказали им селиться подальше от центра города.
Каменный храм Святителя Николая взамен прежнего деревянного был построен в 1681—1683 годах и затем полностью перестроен в начале XIX века в стиле ампир. В отличие от большинства других культовых сооружений, в советское время храм не был закрыт и с 1922 года являлся единственным действующим храмом Замоскворечья.
В 1909 году на Новокузнецкой проложили трамвайные пути и запустили трамвай № 3. Первоначально идущие на север трамваи сворачивали на Пятницкую улицу и далее шли по Чугунному мосту. В 1963 году было построено продолжение Новокузнецкой — Садовнический проезд и трамвайные маршруты пустили по нему к Комиссариатскому мосту. В настоящее время трамвайная линия на Новокузнецкой единственная, пересекающая Садовое кольцо, а маршрут № 3 — один из старейших трамвайных маршрутов в Москве.
В 1943 году была открыта станция метро «Новокузнецкая». Тема оформления интерьера станции — борьба СССР в годы Великой Отечественной войны.

## Примечательные здания и сооружения

### По нечётной стороне
- № 1 — бывшая усадьба Николаевых, построена во второй половине XVIII века[8].
- № 3 — доходный дом А. Л. Брокша. Построен в 1904 году архитектором Францем Когновицким. В 1930-х годах дом был перестроен[9].
- № 7 — промышленное здание, построено в начало 1930-х годов[10].
- № 11, стр. 1 — владение Целибеевых-Карпова-Лепешкиной. Усадьба была построена в начале XIX века для купцов-старообрядцев Целибеевых. В конце XIX века строение приобрёл титулярный советник Тимофей Карпов. По его распоряжению усадебный дом был перестроен архитектором Анатолием Вакариным. В настоящее время дом занимает Посольство Мали в России[11].
- № 13, стр. 1 — кирпичный жилой дом, построенный в 1971 году. За необычный внешний вид получил народное звание «пьяный дом» или «дом-гармошка». Место действия фильма «Иван Васильевич меняет профессию». Сцены на улице и с видом на фасад дома были сняты именно здесь, а квартиры Шурика, Шпака и других были сняты в павильонах Мосфильма, так как таких просторных квартир, коридоров и лестничных маршей в этом доме нет. На первом этаже здания располагался магазин «Радиотехника», который также фигурирует в картине[4].
- № 23/15 — храм свт. Николая Чудотворца в Кузнецкой слободе.
- № 25 — двухэтажный дом 1830 года постройки. Первый этаж каменный, второй представляет собой сруб, облицованный досками.
- № 27 — особняк Константина Бахрушина. Дом построен в конце XVIII века. В 1895—1896 годах здание было перепланировано и переделано архитектором Карлом Гиппиусом[12]. С 1933 по 2015 год строение занимала Прокуратура Москвы[13].
- № 29 — дом Елизаветы Свешниковой, построенный в 1913 году архитектором Сергеем Воскресенским для жены мецената Ивана Свешникова[14].
- № 33 — доходный дом Макарова, построенный в 1914 году. В 1957 году возле подъезда этого здания снимались несколько эпизодов фильма Девушка без адреса[15].

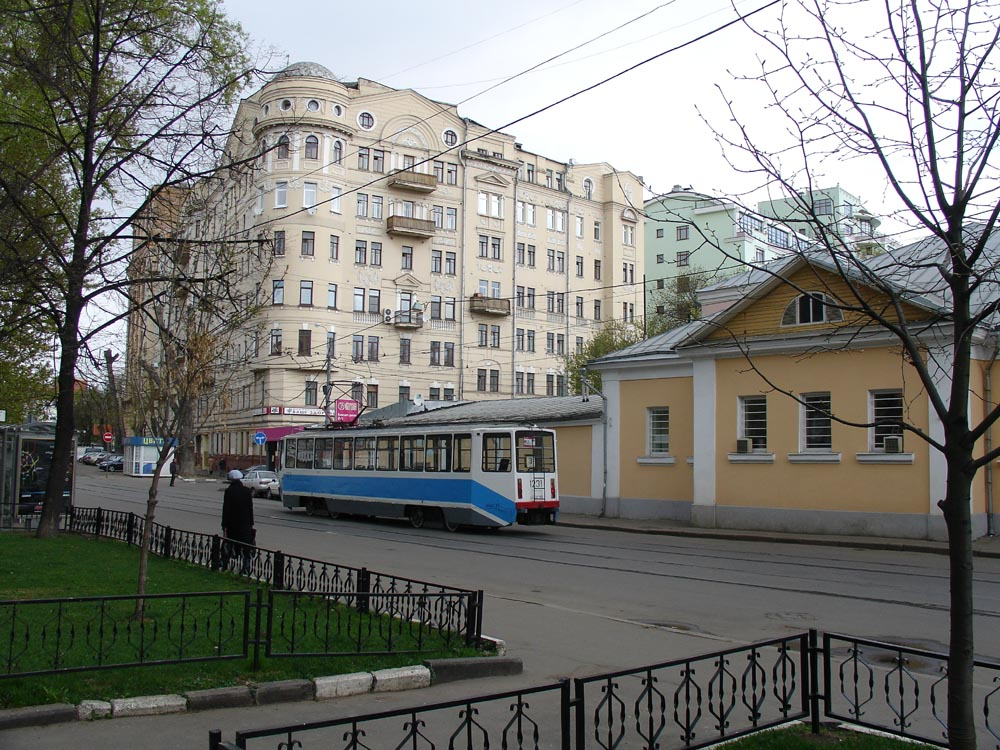
№ 1, усадьба Николаевых
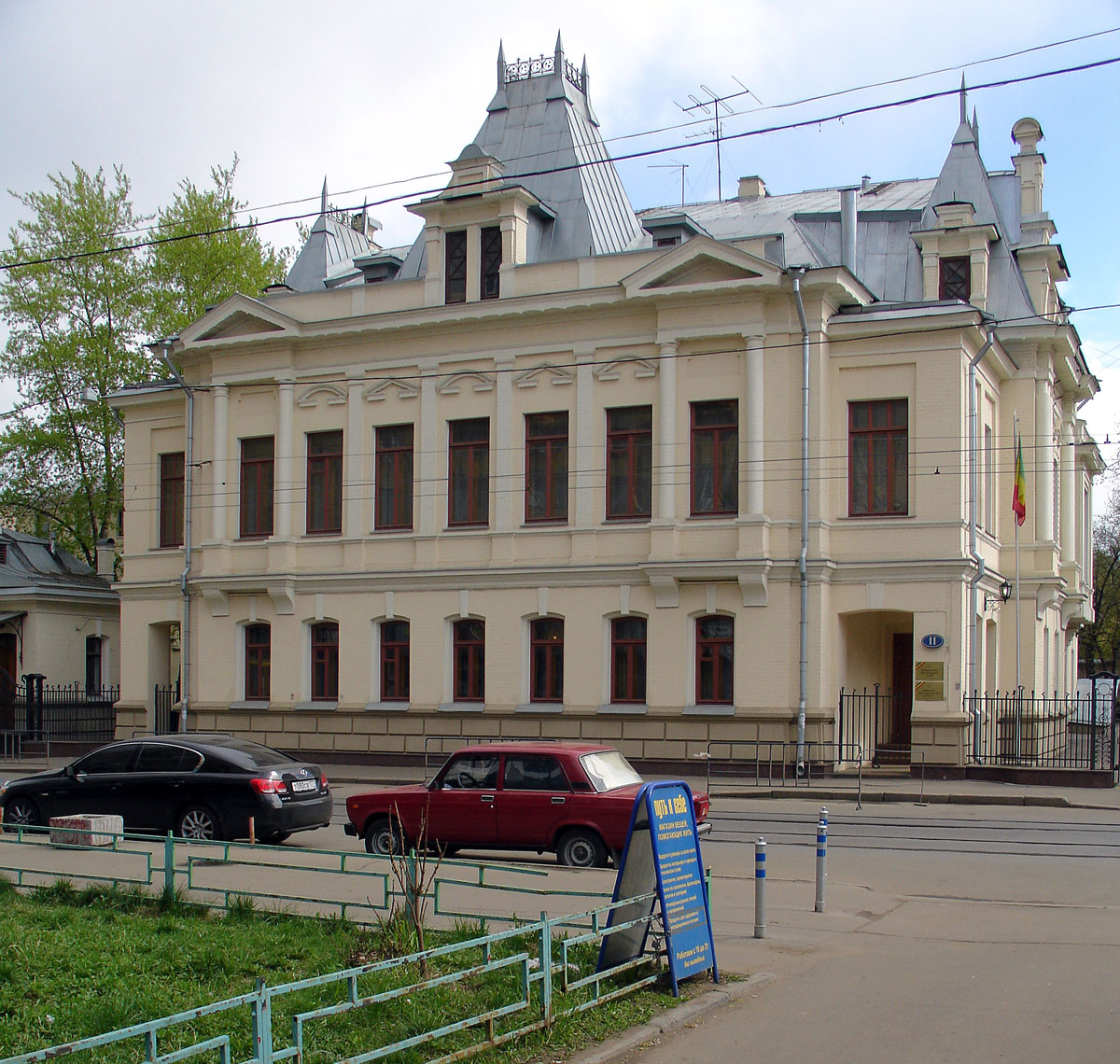
№ 11, посольство Мали
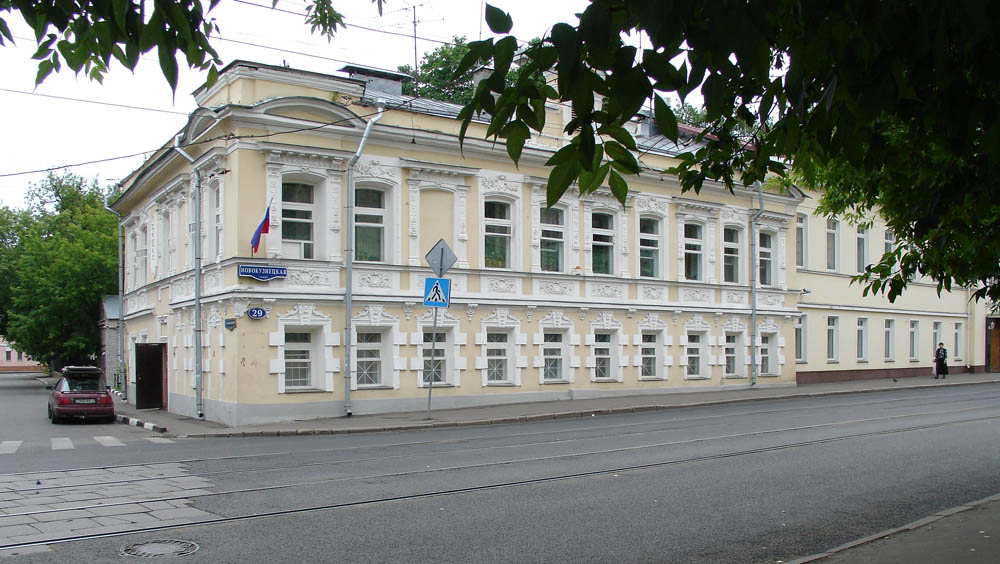
№ 29, дом Елизаветы Свешниковой
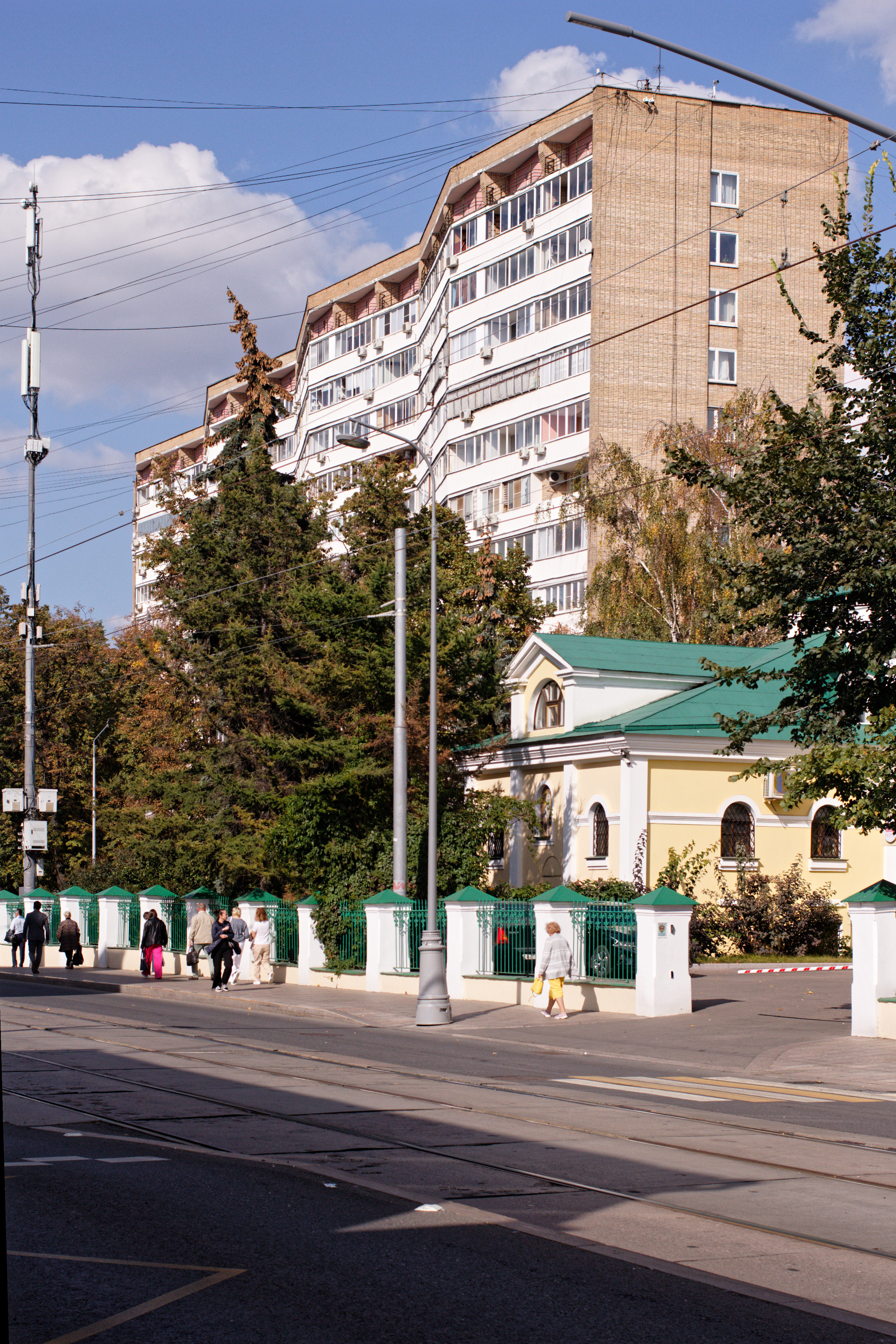
№ 13, стр. 1. Дом где снимали фильм Леонида Гайдая «Иван Васильевич меняет профессию».

### По чётной стороне
- № 2 — жилой дом, построенный в 1938 году архитектором Зиновием Розенфельдом[9].
- № 4 — жилой дом РЖСКТ «Новый свет», построенный в 1930-х годах архитектором Львом Пономарёвым в стиле конструктивизма[9]. В рамках гражданской инициативы «Последний адрес» в 2017 году на доме были установлены мемориальные знаки с именами сотрудников милиции Л. А. Аушпица, Ф. Ф. Динсберга, Я. Б. Ляндау, В. А. Святика и партработника А. Л. Шипровского, расстрелянных в годы сталинского террора[16].
- № 12—14, стр. 5,  памятник архитектуры (региональный) — особняк Урусовой, построенный в 1912 году архитектором Иваном Рербергом в неоклассическом стиле. В настоящее время это здание (как и соседний особняк Татищева) занимает Посольство Индонезии в России[17].
- № 12—14, стр. 8 — особняк Татищева, построенный в 1900 году архитектором Владимиром Шервудом для московского предпринимателя Сергея Протопопова. В 1911 году дом приобрёл Владимир Татищев под руководством которого здание было перепланировано и переделано архитектором Густавом Гельрихом. В настоящее время это здание, как и соседний особняк Урусовой занимает Посольство Индонезии в России[18].
- № 20 /19 — жилой дом, построенный в конце 1920-х годов[10].
- № 24 — особняк Толоконникова, построенный в 1803 году в стиле классицизма. В 1867 году флигели и фасады переделали и украсили декором[19][20].
- № 26 — двухэтажный дом, построенный в первой половине XIX века, первый этаж которого каменный, а второй выполнен из сруба. В 1875 году здание приобрёл купец Тимофей Волков, и по его указанию дом был переделан архитектором Константином Кузьминым[21].
- № 26, стр.3 — деревянный двухэтажный дом, 1872 год
- № 28 — дом Муравьёва, построенный в 1859 году в стиле ампир и переделанный во второй половине XIX века[22].
- № 30 стр. 2 — пятиэтажный жилой дом, построенный в начале 1930-х годов[23]. В подъезде этого дома 1 марта 1995 года был убит телевизионный журналист и генеральный директор телекомпании ОРТ Владислав Листьев[24].
- № 34 — доходный дом Энгельбрехта. Архитектурный проект был разработан в 1910 году архитектором Николаем Доброхотовым и через три года выполнен архитектором Александром Прамнеком[25][26].
- № 38 — Покровский старообрядческий собор, построенный в 1909—1910 годах архитектором Владимиром Десятовым[12].
- № 40 — владение Бачуриной-Смирновой. Левая часть нынешнего здания построена в 1890-е годы архитектором Сергеем Шервудом. В 1913 году появилась правая часть, выполненная по проекту архитектора Сергея Воскресенского[12][27].
- № 42, стр. 2,  памятник архитектуры (вновь выявленный объект) — Главный дом доходного владения купца Кудрявцева[28]. Одноэтажный деревянный жилой дом был построен в 1879 году[29]. В 2010 году деревянный особняк был отнесен к выявленным объектам культурного наследия. В марте 2011 года сотрудники Мосгорнаследия предотвратили снос здания, однако внутреннее убранство сильно пострадало[30]. В феврале 2014 года в особняке случился пожар, но здание не сильно пострадало[31]. Дом внесён в Чёрную книгу Архнадзора[29]. В феврале 2018 года зафиксирована утрата подлинных стен здания. Фактически власти согласовали разборку особняка и замену его кирпичным зданием с аналогичным фасадом, что и было осуществлено[32].

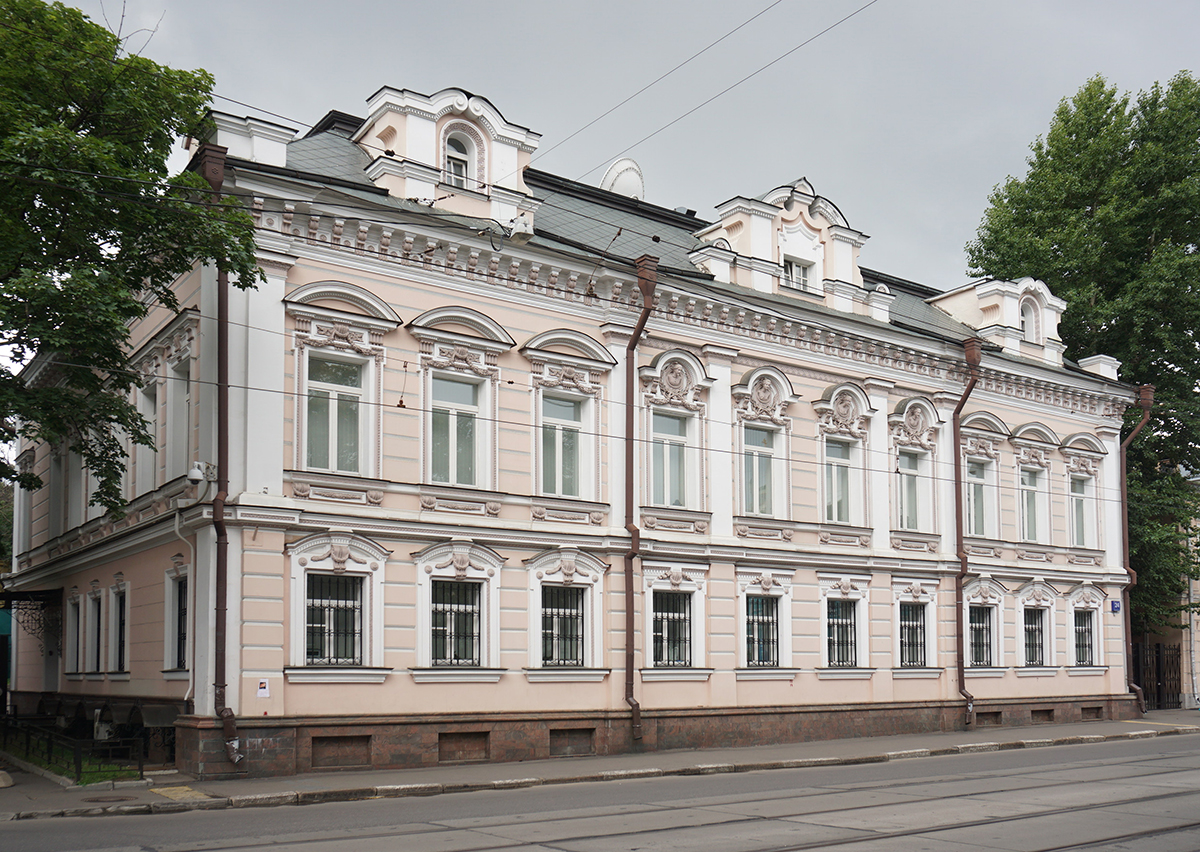
№ 24, дом Толоконникова
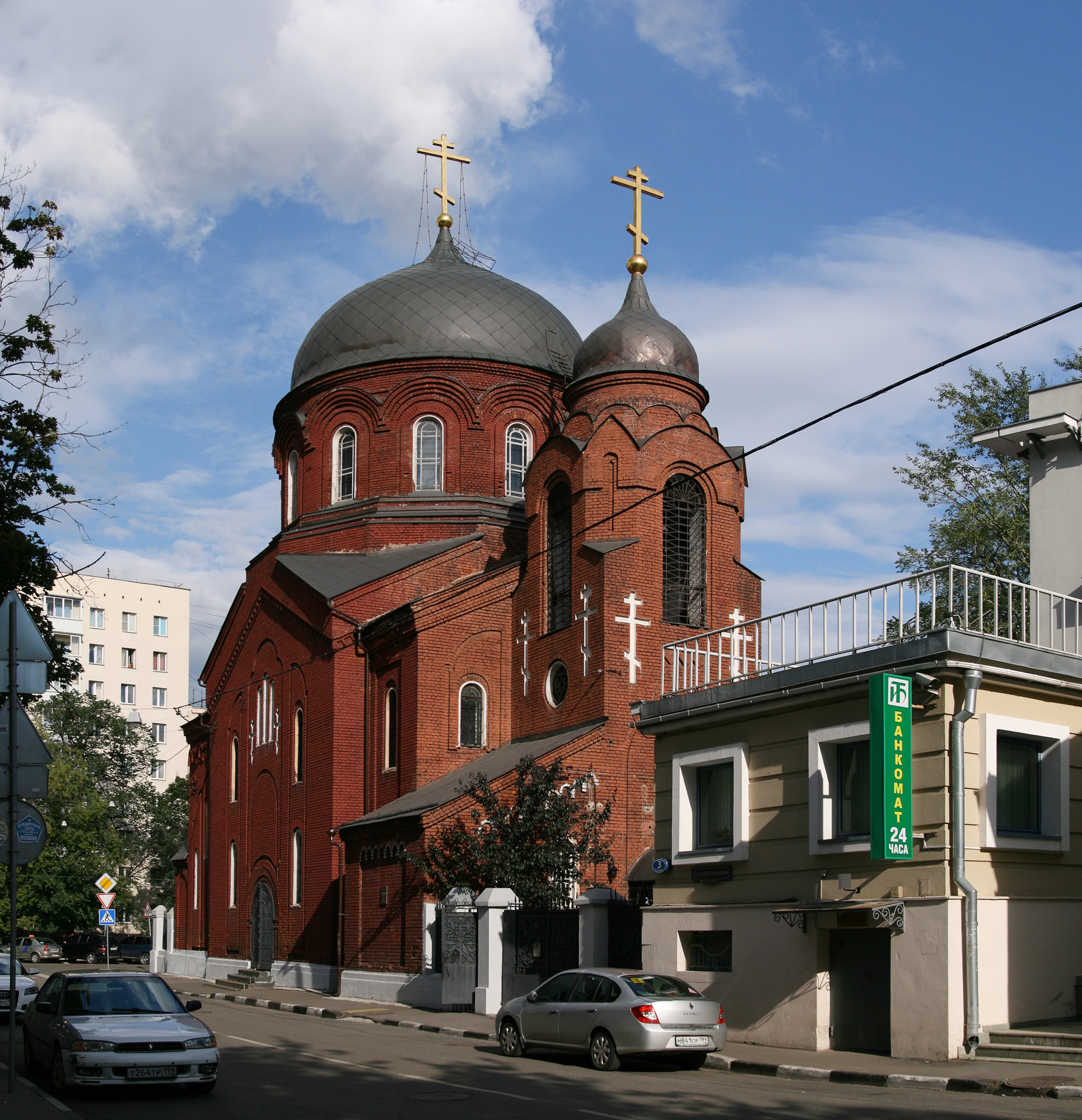
№ 38, Покровский старообрядческий храм
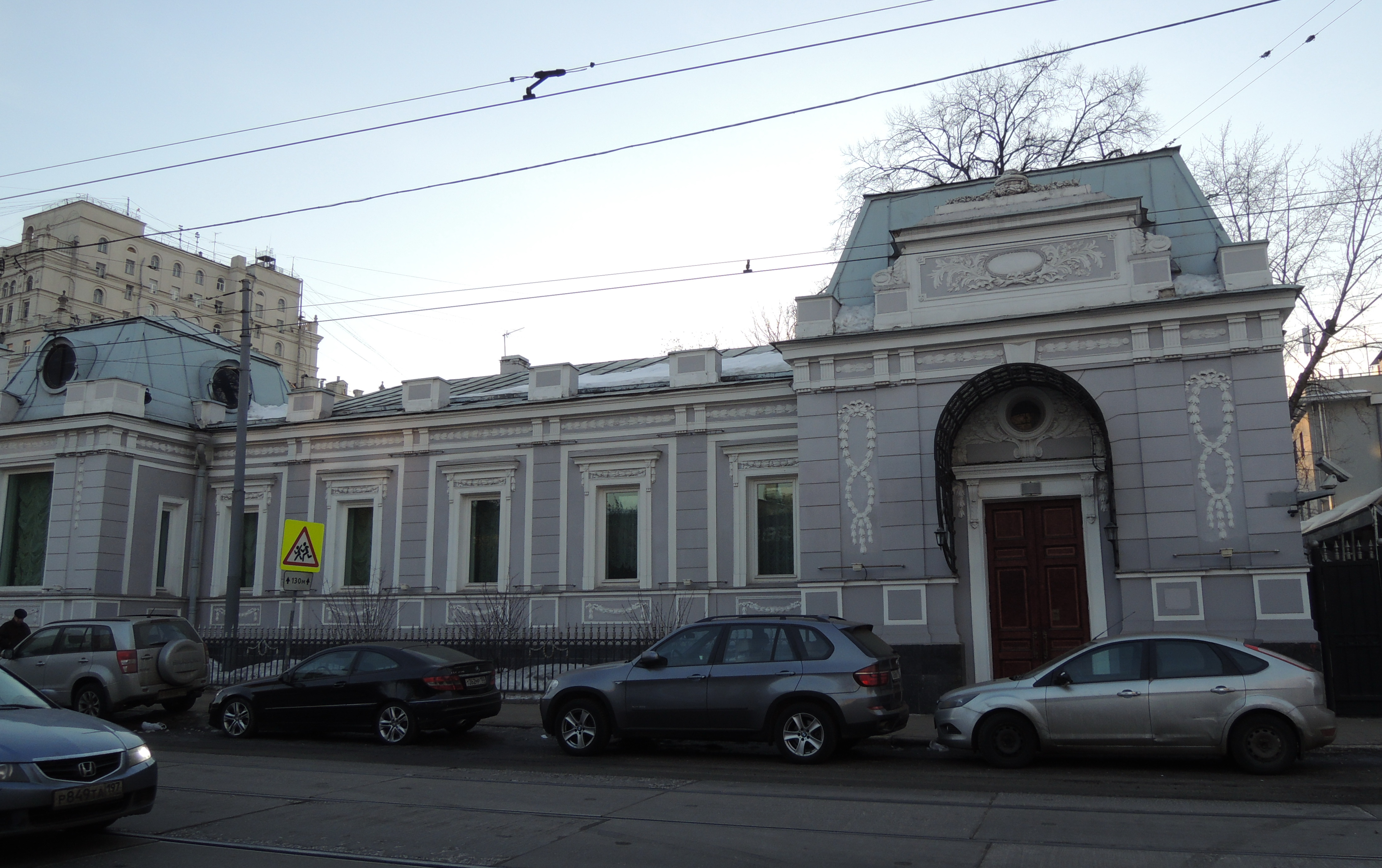
№ 40, особняк Бачуриной-Смирновой
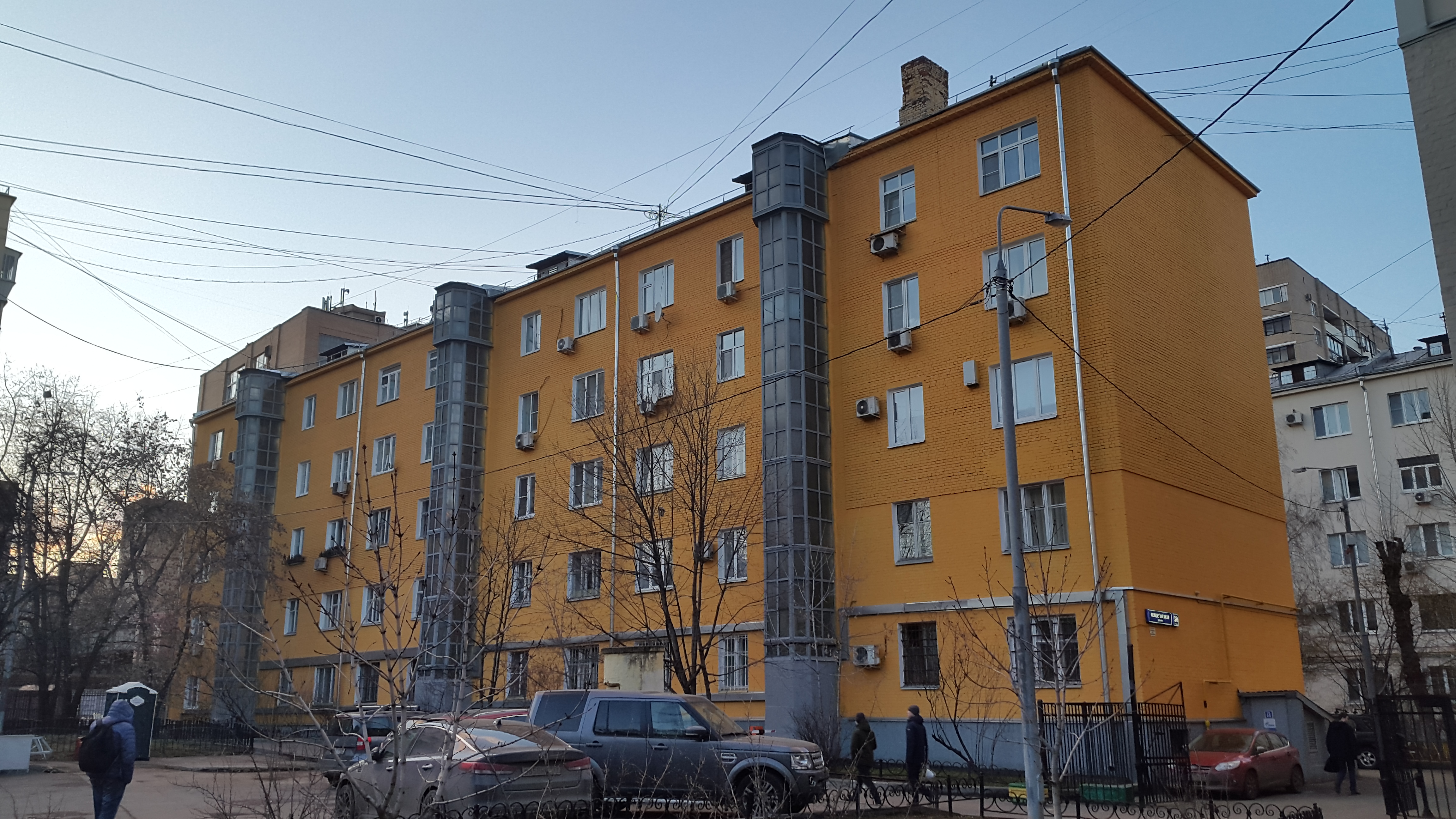
№ 30 стр. 2, дом, где жил и был убит Владислав Листьев

## Транспорт
- На перекрёстке улицы с Садовым кольцом находится совмещенный вестибюль станций метро «Павелецкая» Замоскворецкой и Кольцевой линии.
- Трамвайная линия, проложенная по улице, используется маршрутами А, 3, 39.